# Julien Balbo
Julien Balbo (* 23. Mai 1979 in Grenoble) ist ein ehemaliger französischer Squashspieler. 

## Karriere
Julien Balbo begann seine professionelle Karriere in der Saison 2002 und gewann drei Titel auf der PSA World Tour. Seine höchste Platzierung in der Weltrangliste erreichte er mit Position 42 im August 2008. Mit der französischen Nationalmannschaft wurde er viermal Vize-Europameister. 2009 wurde er in Odense mit der Mannschaft Vize-Weltmeister hinter Ägypten. Auch 2007 stand er im französischen WM-Aufgebot.

## Erfolge
- Vizeweltmeister mit der Mannschaft: 2009
- Vizeeuropameister mit der Mannschaft: 4 Finalteilnahmen (2006, 2008, 2009, 2011)
- Gewonnene PSA-Titel: 3